# Atractus obesus
Espèce
Atractus obesus est une espèce de serpents de la famille des Dipsadidae.

## Répartition
Cette espèce est endémique du département d'Antioquia en Colombie.

## Description
L'holotype et le paratype de Atractus obesus, deux femelles, mesurent respectivement 762 mm dont 76 mm pour la queue et 758 mm dont 90 mm pour la queue. Cette espèce présente un motif composé d'une trentaine d'anneaux noirs sur fond jaune.

## Étymologie
Son nom d'espèce, du latin obesus, « bien nourri, gras, replet », lui a été donné en référence à son corps relativement large.

## Publication originale
- Marx, 1960 : A new colubrid snake of the genus Atractus. Fieldiana Zoology, vol. 39, no 38, p. 411-413 (texte intégral).